# Drew Peterson
Drew B. Peterson (Libertyville, Illinois, 9 de noviembre de 1999) es un baloncestista estadounidense que pertenece a la plantilla de los Boston Celtics de la NBA, con un contrato dual que le permite jugar además en su filial de la G League, los Maine Celtics. Con 2,06 metros de estatura, juega en la posición de ala-pívot.

## Trayectoria deportiva

### Universidad
Jugó dos temporadas con los Owls de la Universidad Rice, en las que promedió 8,1 puntos, 4,9 rebotes y 2,5 asistencias por partido. Después de la segunda temporada, ingresó al portal de transferencias de la NCAA.
Fue transferido finalmente a los Trojans de la Universidad del Sur de California, donde jugó tres temporadas más, en las que promedió 10,5 puntos, 5,5 rebotes y 3,1 asistencias por partido. En sus dos últimas temporadas fue incluido en el mejor quinteto de la Pac-12 Conference.

#### Estadísticas
| Año     | Equipo | PJ  | PT  | MPP  | %TC  | %3P  | %TL  | RPP | APP | ROB | TPP | PPP  |
| ------- | ------ | --- | --- | ---- | ---- | ---- | ---- | --- | --- | --- | --- | ---- |
| 2018–19 | Rice   | 32  | 23  | 19.8 | .340 | .298 | .756 | 3.3 | 1.5 | .4  | .1  | 5.0  |
| 2019–20 | Rice   | 32  | 31  | 32.2 | .411 | .328 | .824 | 6.5 | 3.5 | 1.0 | .4  | 11.1 |
| 2020–21 | USC    | 33  | 30  | 28.7 | .424 | .385 | .701 | 5.0 | 2.7 | .6  | .3  | 9.8  |
| 2021–22 | USC    | 34  | 34  | 33.0 | .467 | .412 | .717 | 6.2 | 3.3 | .7  | .8  | 12.4 |
| 2022–23 | USC    | 33  | 33  | 35.9 | .442 | .358 | .752 | 6.2 | 4.3 | 1.1 | .8  | 13.9 |
| total   | total  | 164 | 151 | 30.0 | .427 | .358 | .749 | 5.5 | 3.1 | .8  | .5  | 10.5 |

### Profesional
Tras no ser elegido en el Draft de la NBA de 2023, se unió a los Miami Heat para disputar la NBA Summer League y el 11 de agosto de 2023 firmó con ellos. Sin embargo, fue despedido el 14 de octubre. El 30 de octubre se unió a los Sioux Falls Skyforce de la G League, donde promedió 15,2 puntos, 5,5 rebotes y 4,2 asistencias en trece partidos.
El 14 de diciembre de 2023 firmó un contrato dual con los Boston Celtics.
El 17 de junio de 2024 se convierte en campeón de la NBA tras la victoria de Boston en las Finales a Dallas Mavericks (4-1).
En julio de 2024 renueva con los Celtics su contrato dual.

## Estadísticas de su carrera en la NBA
|  | Denota temporada en la que fue Campeón de la NBA |

### Temporada regular
| Año     | Equipo | PJ | PT | MPP | %TC  | %3P  | %TL | RPP | APP | ROB | TPP | PPP |
| ------- | ------ | -- | -- | --- | ---- | ---- | --- | --- | --- | --- | --- | --- |
| 2023–24 | Boston | 3  | 0  | 7.6 | .667 | .600 | —   | .3  | .3  | .7  | .0  | 3.7 |
| Total   | Total  | 3  | 0  | 7.6 | .667 | .600 | —   | .3  | .3  | .7  | .0  | 3.7 |